# William E. Snyder

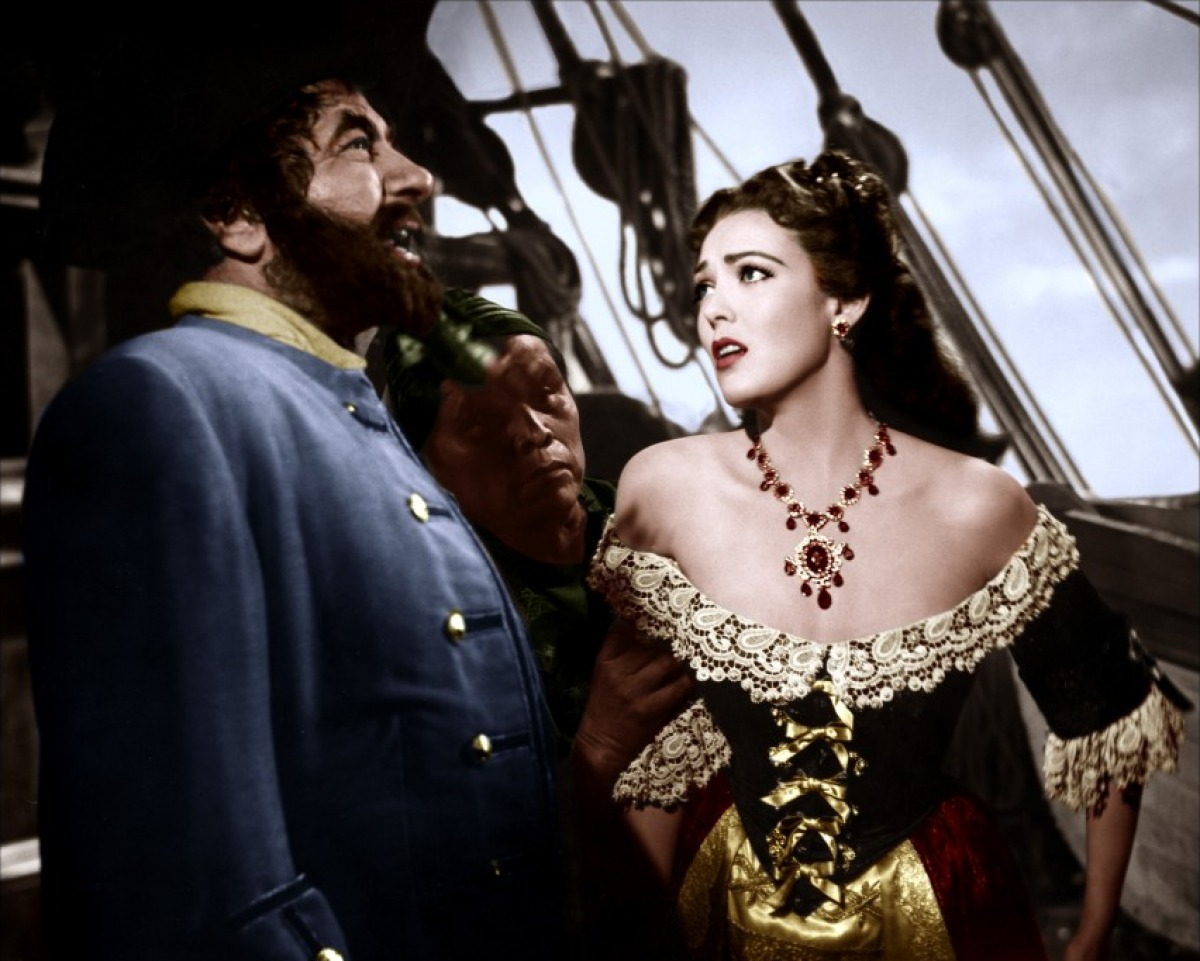
Robert Newton et Linda Darnell, dans Barbe-Noire, le pirate (1952)

William E. Snyder (parfois crédité William Snyder), A.S.C., né le 21 septembre 1901 à New York (État de New York), mort le 4 mars 1984 à San Juan Capistrano (Californie), est un directeur de la photographie (occasionnellement acteur) américain.

## Biographie
Au cinéma, William E. Snyder débute comme chef opérateur sur un court métrage sorti en 1939 et exerce à ce poste sur soixante-trois films américains au total, le dernier sorti en 1971 (année où il se retire). Mentionnons Les Amours de Carmen de Charles Vidor (1948, avec Rita Hayworth et Glenn Ford) et Les Diables de Guadalcanal de Nicholas Ray (1951, avec John Wayne et Robert Ryan), tournés en Technicolor — procédé pour lequel il se spécialise —, ou encore le classique de la science-fiction L'Étrange Créature du lac noir de Jack Arnold (1954, avec Richard Carlson et Julie Adams), tourné lui en noir et blanc.
À la télévision, entre 1952 et 1970, il contribue à huit séries et à six téléfilms. En particulier, il est directeur de la photographie sur trente-neuf épisodes (diffusés de 1958 à 1970) de la série Le Monde merveilleux de Disney, produite par les Studios Disney (Walt Disney Pictures). Pour ces mêmes studios, il collabore également à quatre téléfilms et surtout, à douze films, de 1960 à 1971 (ex. : Bon voyage ! de James Neilson, en 1962, avec Fred MacMurray et Jane Wyman).
Au cours de sa carrière, William E. Snyder obtient trois nominations à l'Oscar de la meilleure photographie, mais n'en gagne pas.
Enfin, relevons son apparition comme acteur dans trois films (des petits rôles, non crédités pour deux d'entre eux), et comme lui-même (un caméo) dans un quatrième.

## Filmographie partielle
Comme directeur de la photographie, sauf mention contraire

### Cinéma
- 1939 : America's Safest Tire de Jean Yarbrough (court métrage)
- 1940 : You're Out of Luck d'Howard Bretherton (acteur)
- 1941 : Aloma, princesse des îles (Aloma of the South Seaths) d'Alfred Santell
- 1943 : La Sauvagesse blanche (White Savage) d'Arthur Lubin
- 1944 : L'Odyssée du docteur Wassell (The Story of Dr Wassell) de Cecil B. DeMille
- 1944 : La Princesse et le Pirate (The Princess and the Pirate) de David Butler
- 1945 : Le Joyeux Phénomène (Wonder Man) d'H. Bruce Humberstone
- 1946 : La Mélodie du bonheur (Blue Skies) de Stuart Heisler
- 1946 : Les Indomptés (Renegades) de George Sherman
- 1946 : Le Fils de Robin des Bois (The Bandit of Sherwood Forest) d'Henry Levin et George Sherman
- 1947 : Hollywood en folie (Variety Girl) de George Marshall (caméo ; lui-même)
- 1947 : Les Conquérants d'un nouveau monde (Unconquered) de Cecil B. DeMille (cadreur de seconde équipe)
- 1948 : Choisie entre toutes (You Were Meant for Me) de Lloyd Bacon (acteur)
- 1948 : Les Amours de Carmen (The Loves of Carmen) de Charles Vidor
- 1948 : La Peine du talion (The Man from Colorado) d'Henry Levin
- 1948 : La Belle imprudente (Julia Misbeheaves) de Jack Conway (acteur)
- 1948 : Le Manoir de la haine (The Swordsman) de Joseph H. Lewis
- 1949 : Je chante pour vous (Jolson sings again) d'Henry Levin
- 1950 : Le Chant de la Louisiane (The Toast of New Orleans) de Norman Taurog
- 1950 : L'Engin fantastique (The Flying Missile) d'Henry Levin
- 1950 : La Scandaleuse Ingénue (The Petty Girl) d'Henry Levin
- 1951 : Les Diables de Guadalcanal (Flying Leathernecks) de Nicholas Ray
- 1952 : Barbe-Noire le pirate (Blackbeard the Pirate) de Raoul Walsh
- 1952 : Une minute avant l'heure H (One Minute to Zero) de Tay Garnett
- 1953 : Passion sous les tropiques (Second Chance) de Rudolph Maté
- 1954 : L'Étrange Créature du lac noir (Creature from the Black Lagoon) de Jack Arnold
- 1954 : Mission périlleuse (Dangerous Mission) de Louis King
- 1955 : Le Trésor de Pancho Villa (The Treasure of Pancho Villa) de George Sherman
- 1955 : Rendez-vous sur l'Amazone (The Americano) de William Castle
- 1955 : Le Fils de Sinbad (Son of Sinbad) de Ted Tetzlaff
- 1956 : L'Invraisemblable Vérité (Beyond a Reasonable Doubt) de Fritz Lang
- 1956 : L'Or et l'Amour (Great Day in the Morning) de Jacques Tourneur
- 1956 : Le Tour du monde en quatre-vingts jours (Around the World in 80 Days) de Michael Anderson (cadreur)
- 1956 : Le Conquérant (The Conqueror) de Dick Powell
- 1956 : Le Bébé de Mademoiselle (Bundle of Joy) de Norman Taurog
- 1956 : La VRP de choc (The First Traveling Saleslady) d'Arthur Lubin
- 1956 : Crépuscule sanglant (Red Sundown) de Jack Arnold
- 1957 : Escapade au Japon (Escapade in Japan) d'Arthur Lubin
- 1957 : Rendez-vous avec une ombre (The Midnight Story) de Joseph Pevney
- 1960 : Le Clown et l'Enfant (Toby Tyler, or Ten Weeks with a Circus) de Charles Barton
- 1962 : Bon voyage ! (titre original) de James Neilson
- 1962 : Un pilote dans la Lune (Moon Pilot) de James Neilson
- 1963 : Les Ranchers du Wyoming (Cattle King) de Tay Garnett
- 1963 : L'Été magique (Summer Magic) de James Neilson
- 1964 : Les Pas du tigre (A Tiger Walks) de Norman Tokar
- 1967 : Rentrez chez vous, les singes ! (Monkeys, Go Home !) d'Andrew V. McLaglen
- 1968 : Le Cheval aux sabots d'or (The Horse in the Gray Flannel Suit) de Norman Tokar
- 1968 : Frissons garantis (Never a Dull Moment) de Jerry Paris
- 1969 : Un raton nommé Rascal (Rascal) de Norman Tokar
- 1970 : Du vent dans les voiles (The Boatniks) de Norman Tokar
- 1971 : La Cane aux œufs d'or (The Million Dollar Duck) de Norman Tokar

### Télévision

#### Séries télévisées
- 1958-1970 : Le Monde merveilleux de Disney (The Wonderful World of Disney ou Disneyland), Saisons 5 à 16, trente-neuf épisodes
  - 1965-1966 : Gallegher (série TV)
- 1960-1961 : Bonanza, Saison 2, dix-sept épisodes
- 1965 : La Grande Vallée (The Big Valley), Saison 1, épisode 1 Palms of Glory de William A. Graham
- 1966 : Star Trek, épisode pilote La Cage (The Cage) de Robert Butler ; Saison 1, épisode 12 : La Ménagerie - 2e partie (The Menagerie : Part II) de Robert Butler et Marc Daniels

#### Téléfilms
- 1957 : The Pied Piper of Hamelin de Bretaigne Windust
- 1963 : Johnny Shiloh de James Neilson
- 1964 : The Tenderfoot (téléfilm)
- 1967 : A Boy called Nuthin' de Norman Tokar
- 1968 : The Young Loner de Michael O'Herlihy
- 1970 : Smoke de Vincent McEveety
- 1970 : Menace on the Mountain (es) de Vincent McEveety

## Récompenses et distinctions

### Nominations
- Oscar de la meilleure photographie (nominations uniquement, à chaque fois dans la catégorie couleur) :
  - En 1942, pour Aloma, princesse des îles (nomination partagée avec Wilfred M. Cline et Karl Struss) ;
  - En 1949, pour Les Amours de Carmen ;
  - Et en 1950, pour Je chante pour vous.